# Lachesis melanocephala
Espèce
Synonymes
- Lachesis muta melanocephala Solórzano & Cerdas, 1986

Lachesis melanocephala est une espèce de serpents de la famille des Viperidae. Que l'on surnomme « Maître de la brousse à tête noire » (black-headed bushmaster en anglais).

## Répartition
Cette espèce est endémique du Sud-Est du Costa Rica, principalement sur la péninsule d'Osa.

## Description

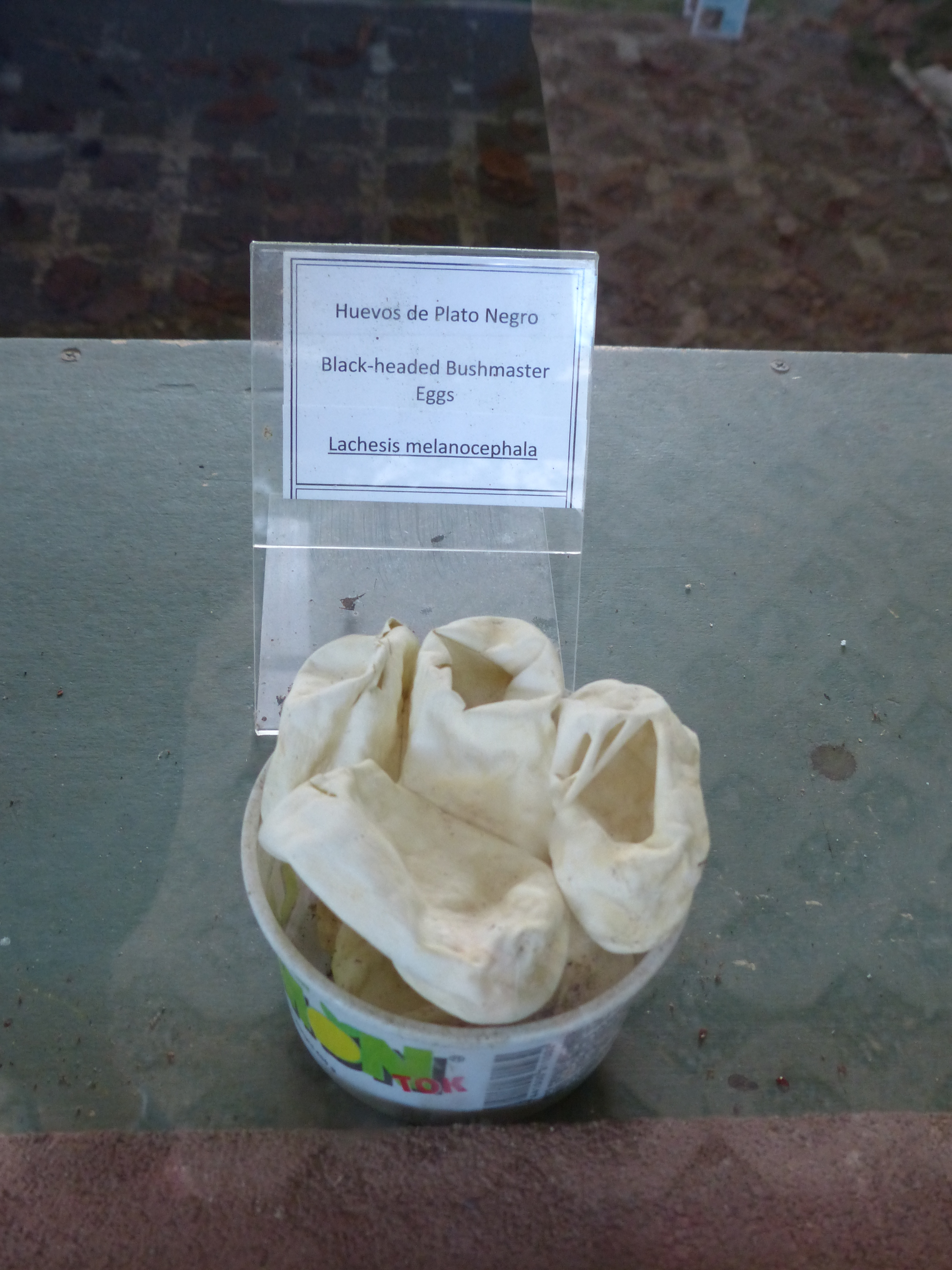
Œufs de Lachesis melanocephala.

C'est un serpent venimeux ovipare.

## Étymologie
Son nom d'espèce, du grec ancien μέλας, mélas, « noir », et κεφαλή, képhalế, « tête », lui a été donné en référence à sa livrée.

## Publication originale
- Solórzano & Cerdas, 1986 : A new subspecies of the bushmaster, Lachesis muta, from Southeastern Costa Rica. Journal of Herpetology, vol. 20, no 3, p. 463-466.